# 西安市豫剧团
西安市豫剧团位于中国陕西省西安市解放路中段，其前身是剧作家樊粹庭于1943年在河南开封创办的豫声剧社（后改为狮吼剧团）和演员曹子道于1950年在三原县创办的民众剧社，两个剧团于1961年合并为西安市豫剧团。1962年恢复原建制和名称，1971年再次合并。